# Municipio de Eastampton
El municipio de Eastampton (en inglés: Eastampton Township) es un municipio ubicado en el condado de Burlington en el estado estadounidense de Nueva Jersey. En el año 2010 tenía una población de 6.069 habitantes y una densidad poblacional de 401,92 personas por km².

## Geografía
El municipio de Eastampton se encuentra ubicado en las coordenadas 39°59′44″N 74°45′28″O / 39.99556, -74.75778.

## Demografía
Según la Oficina del Censo en 2000 los ingresos medios por hogar en el municipio eran de $66,406 y los ingresos medios por familia eran $71,765. Los hombres tenían unos ingresos medios de $46,486 frente a los $31,208 para las mujeres. La renta per cápita para la localidad era de $24,534. Alrededor del 2.9% de la población estaba por debajo del umbral de pobreza.